# Daviesia brevifolia
Daviesia brevifolia är en ärtväxtart som beskrevs av John Lindley. Daviesia brevifolia ingår i släktet Daviesia, och familjen ärtväxter. Inga underarter finns listade i Catalogue of Life.